# Saint-Jean-de-Minervois
Saint-Jean-de-Minervois – miejscowość i gmina we Francji, w regionie Oksytania, w departamencie Hérault.
Według danych na rok 1990 gminę zamieszkiwało 135 osób, a gęstość zaludnienia wynosiła 4 osoby/km² (wśród 1545 gmin Langwedocji-Roussillon Saint-Jean-de-Minervois plasuje się na 768. miejscu pod względem liczby ludności, natomiast pod względem powierzchni na miejscu 147.).